# Homobonus
Homobonus (av latinets homo bonus, ”god man”), Omobono Tucenghi, född omkring 1137 i Cremona, död där 13 november 1197, var en italiensk skräddare och handelsman. Han gav bort stora delar av sin förmögenhet åt de fattiga. Homobonus vördas som helgon inom Romersk-katolska kyrkan, med minnesdag den 13 november.

### Webbkällor
- ”Sant'Omobono di Cremona, laico”. Santi e Beati. http://www.santiebeati.it/Detailed/35350.html. Läst 19 mars 2019.